# Fórmula de Bazin
Se conoce como fórmula de Bazin o expresión de Bazin, denominación adoptada en honor de Henri Bazin, a la definición, mediante ensayos de laboratorio, que permite determinar el coeficiente {\displaystyle C} o coeficiente de Chézy que se utiliza en la determinación de la velocidad media en un canal abierto y, en consecuencia, permite calcular el caudal utilizando la fórmula de Chézy.
La formulación matemática es:
| Símbolo           | Nombre                                            |
| ----------------- | ------------------------------------------------- |
| {\displaystyle C} | Coeficiente de Chézy                              |
| {\displaystyle m} | Parámetro que depende de la rugosidad de la pared |
| {\displaystyle R} | Radio hidráulico                                  |